# OTR-22
L'OTR-22 (in cirillico: OTP-22, nome in codice NATO: SS-12 Scaleboard), anche noto come 9K76 o TR-1 Temp-S, è stato un sistema missilistico balistico tattico a corto raggio di fabbricazione sovietica, sviluppato a partire dagli anni Sessanta, e introdotto in servizio nelle forze missilistiche strategiche sovietiche nel 1965.
Costituito da una rampa mobile MAZ-543 e un missile 9M76 Temp-S con testata nucleare monoblocco custodito in un involucro protettivo sigillato, il sistema OTR-22 è stato fabbricato in numerosi esemplari, con una produzione complessiva di circa 1.200 missili. Nel corso del suo servizio sono stati effettuati 427 lanci di prova, dimostrando una discreta affidabilità. Ne è stata sviluppata anche una versione migliorata, nota in Occidente prima come S-22 Scaleboard, e in seguito come SS-12b Scaleboard.
Non fu mai impiegato in combattimento, e venne radiato nel 1989 in seguito alla ratifica del Trattato INF. Infatti OTR-22 è appunto la denominazione utilizzata dal Trattato INF per indicare quest'arma, mentre TR-1 Temp-S è il nome usato dall'esercito, e 9K76 secondo il codice GRAU sovietico.

## Sviluppo
Il missile, denominato secondo il codice sovietico 9M76 Temp-S, venne sviluppato presso l'NII-1 (Nauchno-Issledovatel’skiy Institut-1, Istituto di Ricerca Scientifica 1), che si occupava dei progetti dei razzi, e fu introdotto in servizio nel 1965. Il sistema d'arma completo con veicolo trasportatore venne chiamato 9K76 Temp-S. Nel 1979 ne venne realizzata una versione perfezionata, di dimensioni identiche ma con prestazioni migliorate grazie a una nuova miscela di combustibile e all'unità di guida ottimizzata. In Occidente il missile fu inizialmente chiamato SS-22, nella convinzione che si trattasse di un sistema completamente nuovo, ma in Unione Sovietica quest'ultima versione era denominata semplicemente 9M76B. Successivamente la NATO si accorse dell'errore e lo ridenominò SS-12b.

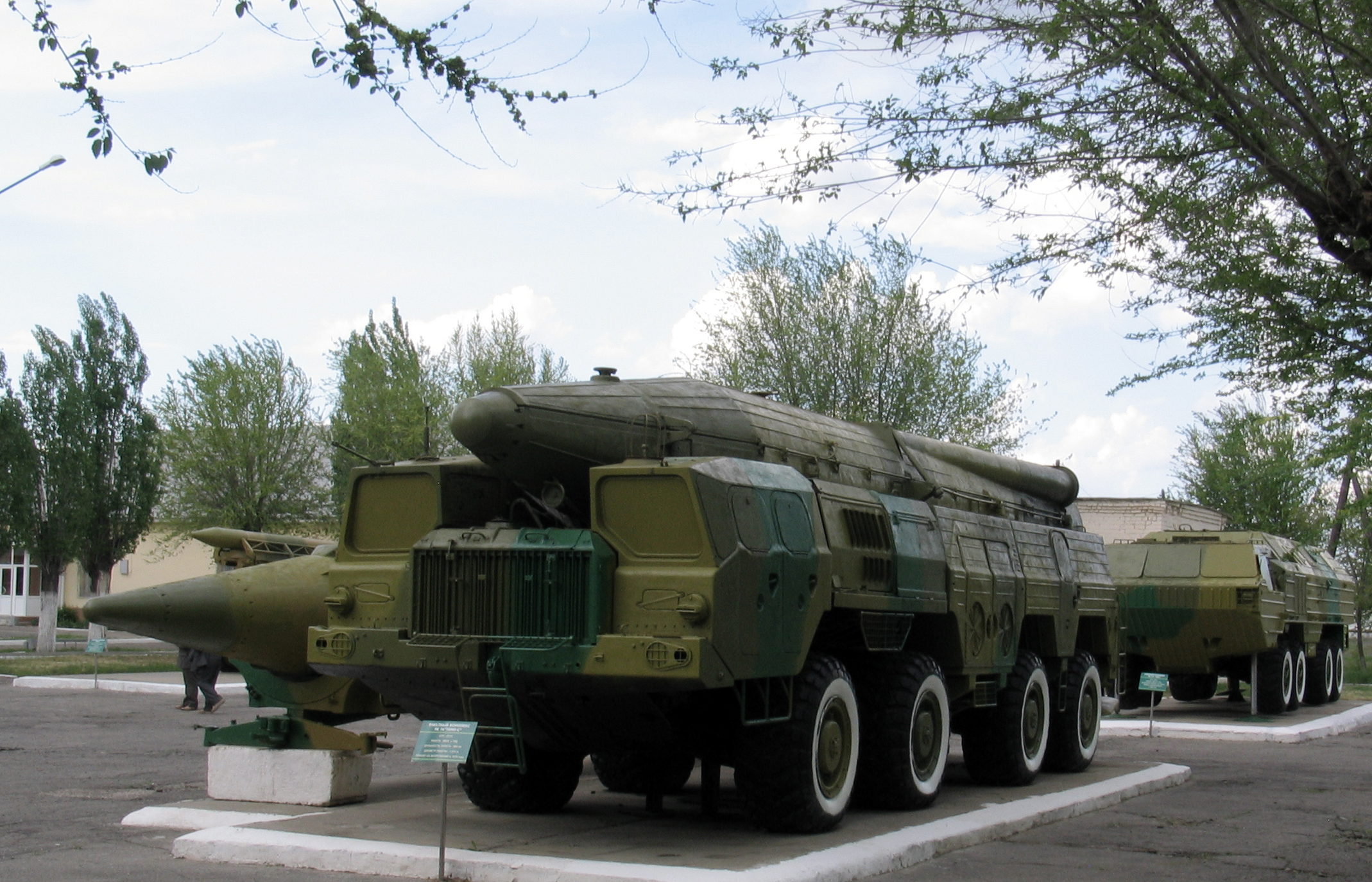
Il veicolo trasportatore MAZ-543 del sistema 9K76 Temp-S.

## Caratteristiche
Il missile Temp-S aveva una lunghezza di 12,4 m e un diametro di 1,01 m, con un peso al lancio di 9.700 kg. Era costituito da due stadi con motori a razzo a propellente solido. Il sistema di guida era di tipo inerziale, e la testata aveva una potenza massima di 500 chilotoni. Le due versioni realizzate differivano tra loro essenzialmente per la gittata massima e la precisione, mentre le altre caratteristiche tecniche erano le medesime.

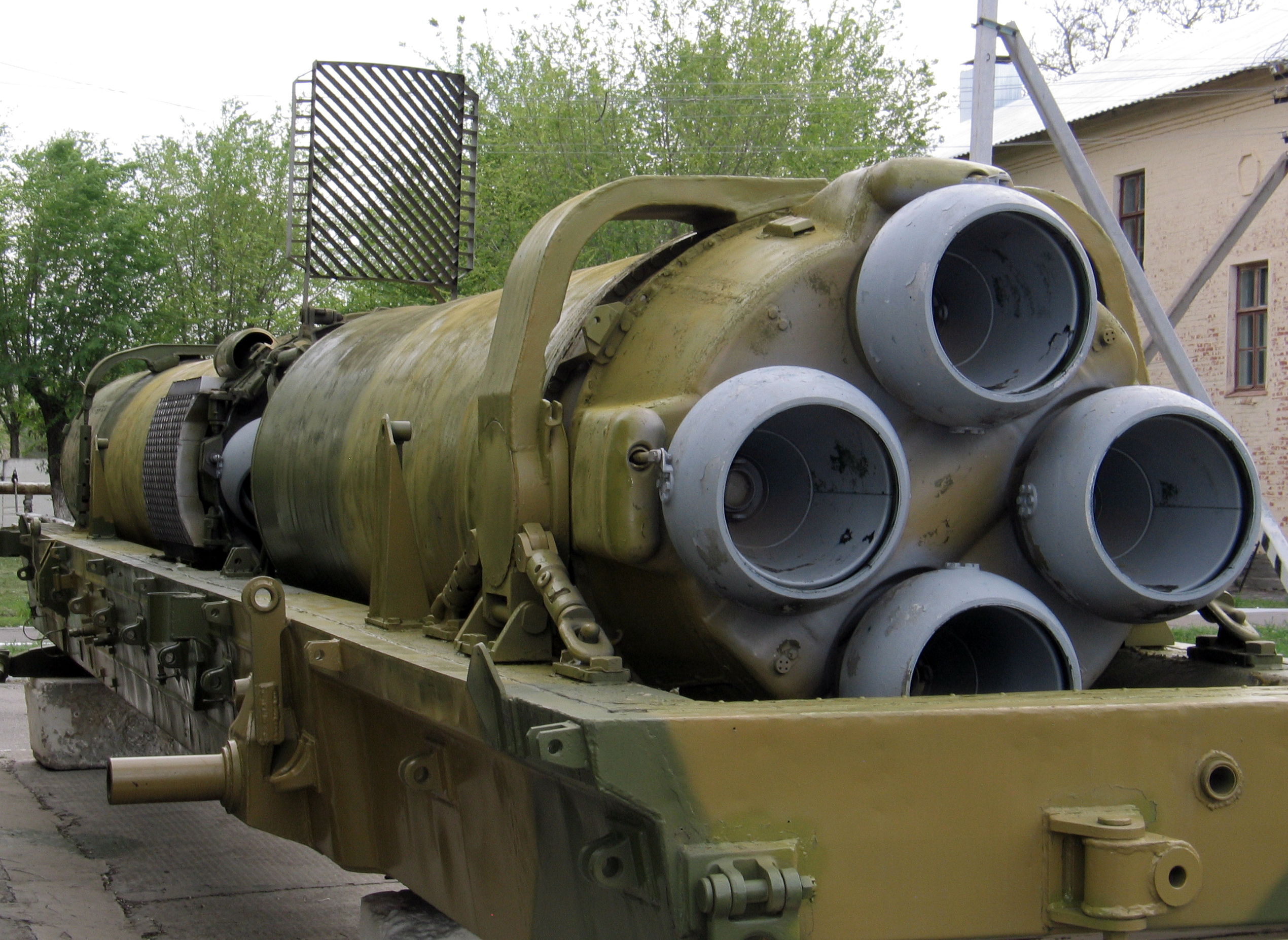
Vista posteriore degli ugelli del missile.

Il veicolo trasportatore era il MAZ-543 che accoglieva il missile in un involucro protettivo conforme alla sua sagoma, il quale poteva essere aperto longitudinalmente prima del lancio. Era anche dotato di una rampa di lancio integrata che rendeva molto più rapide le operazioni.

## Impiego operativo
Complessivamente ne furono costruiti circa 1.200 esemplari. Si trattava di un'arma di prima linea e di teatro, con una gittata che la metteva in grado di colpire obiettivi in Europa Occidentale pur essendo schierata in territorio sovietico.
Questi missili furono comunque radiati in seguito alla firma del Trattato INF dell'8 dicembre 1987. Le demolizioni iniziarono il 1º agosto 1988 presso l'installazione di Saryozek in Kazakistan, e si conclusero il 25 agosto dell'anno successivo, quando anche l'ultimo esemplare fu smantellato. I veicoli da trasporto TEL degli SS-12/22 (e degli SS-23) vennero invece eliminati a Stan'kovo in Bielorussia.

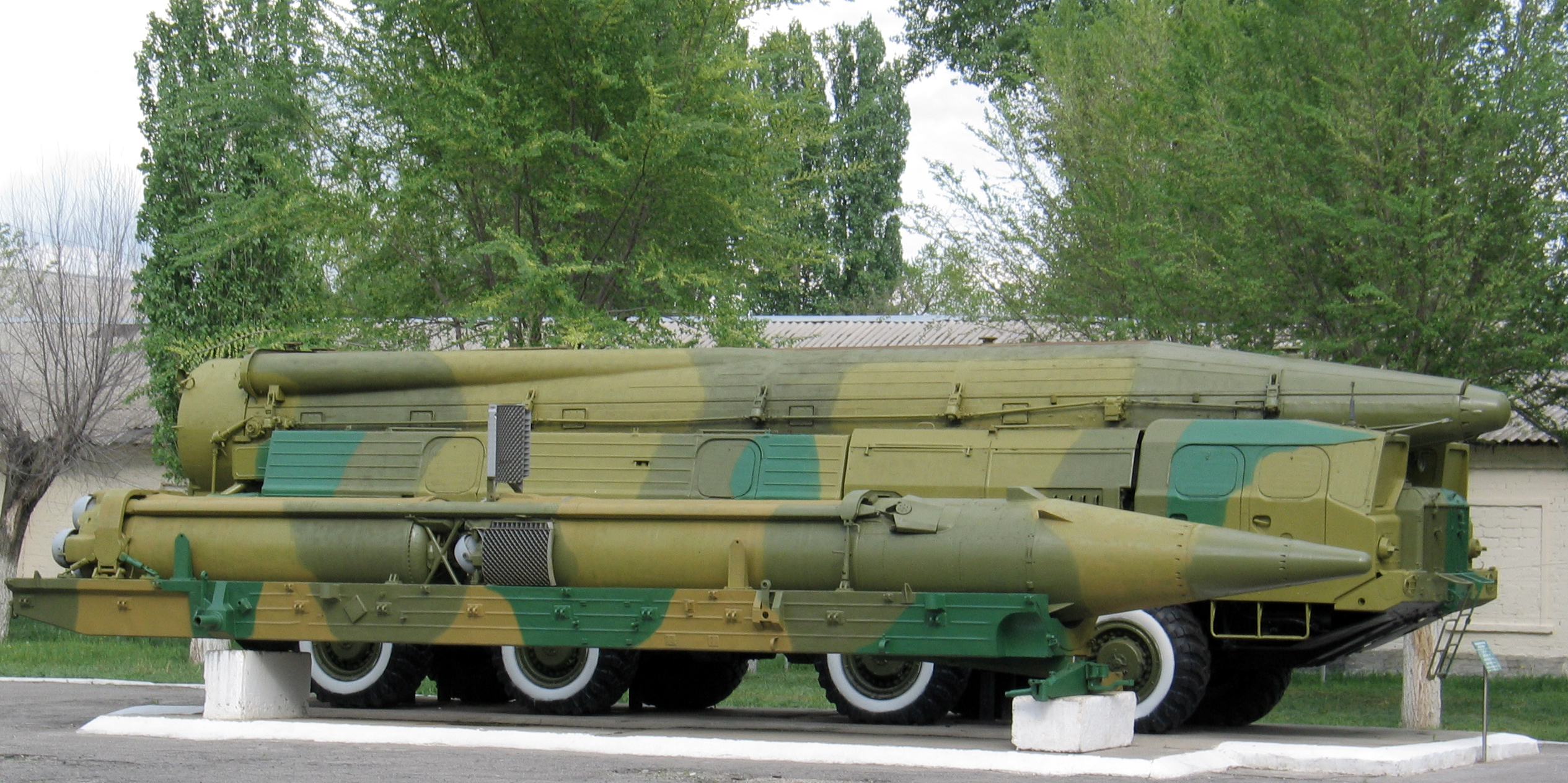
Due missili Temp-S, uno montato sul veicolo trasportatore e l'altro appoggiato a terra su un piedistallo.

L'Unione Sovietica fu l'unico Paese a mettere in servizio queste armi, e le voci su 5 esemplari che sarebbero stati trasportati a Cuba via mare nel 1991, secondo le affermazioni di un disertore cubano, sarebbero assolutamente prive di fondamento. Invece il Patto di Varsavia schierò questi missili in Cecoslovacchia e nella Germania dell'Est durante il periodo della Guerra fredda, e in particolare come risposta al dispiegamento dei Pershing II in Germania Ovest nel 1983.

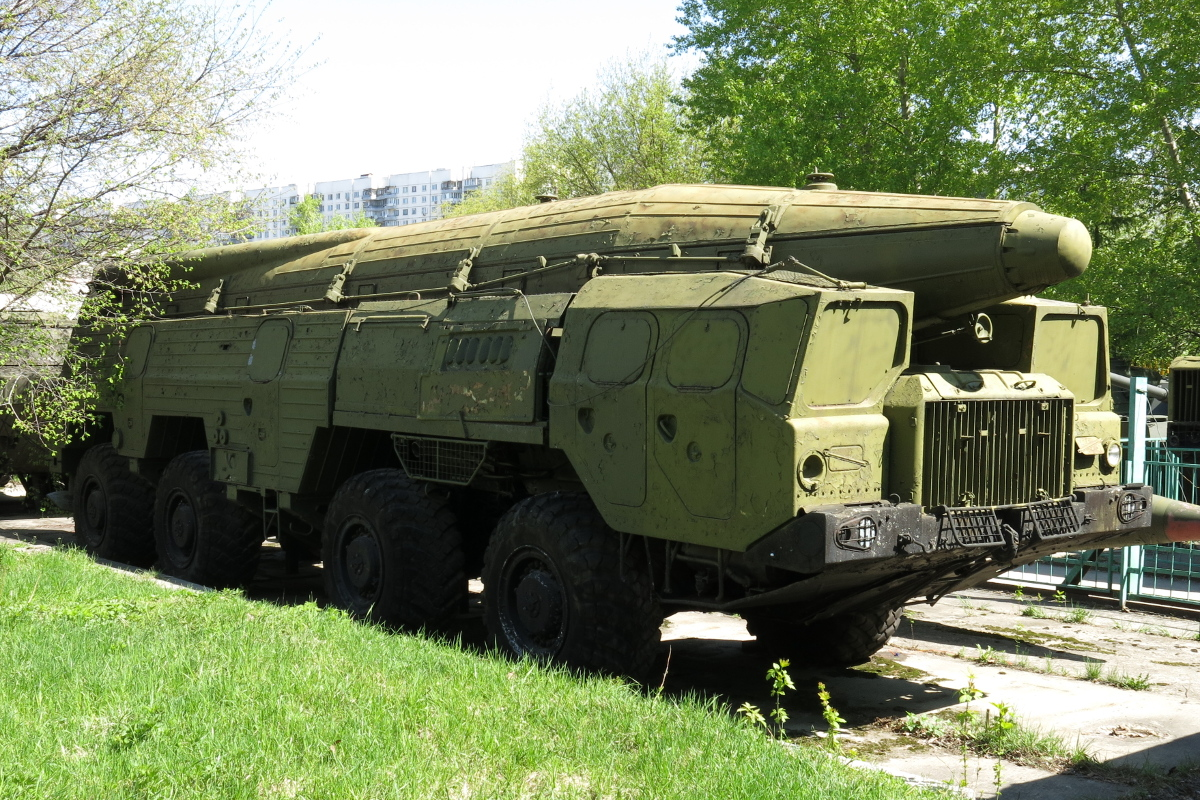
Il missile Temp-S montato sul suo veicolo nell'involucro protettivo.

Secondo fonti russe, con l'aggravarsi delle relazioni tra Unione Sovietics e Cina nel 1967, alcuni reggimenti missilistici delle forze missilistiche strategiche situate lungo il confine con la Cina furono armati con il sistema missilistico 9K76 Temp-S.

## Versioni
- SS-12 Scaleboard Mod 1: versione originale, gittata di 800 km, precisione di 750 m.
- SS-12b Scaleboard Mod 2: versione aggiornata, gittata di 900 km, con precisione di 370 m.

## Utilizzatori
Unione Sovietica